# Джон Богл
Джон Кліфтон Богл (англ. John Clifton Bogle, 8 травня 1929 — 16 січня 2019) — американський підприємець, відомий інвестор, засновник і колишній генеральний директор The Vanguard Group — другої найбільшої інвестиційної компанії в світі. Автор бестселера «Взаємні фонди з точки зору здорового глузду. Нові імперативи для розумного інвестора».

## Кар'єра
Після закінчення навчання Джон Богл влаштувався на роботу в компанію по управлінню активами Wellington Management Company, де працював під керівництвом її засновника Уолтера Л. Моргана (англ. Walter L. Morgan).
Зробивши успішну кар'єру в компанії, в 1965 році в 35 років Джон Богл став її виконавчим віце-президентом, але в 1973 році прибутковість фондів, поглинених Wellington зі схвалення Богла, різко скоротилася. В результаті зниження вартості акцій сумарні активи компанії зменшилися з $ 2.6 млрд до $ 2 млрд. У 1974 році Богл був звільнений.
У 1974 році Богл заснував компанію The Vanguard Group. Під його керівництвом вона стала другою найбільшою управляючою компанією в світі. У 1975 році під впливом робіт Юджина Фами, Бартона Мелкіла і Пола Самуельсона Джон Богл заснував інвестиційний фонд Vanguard 500 — перший в історії індексний фонд доступний широкому загалу. З 1975 по 2002 рік розмір активів під управлінням компанії збільшився з $ 1.8 млрд до $ 600 млрд, відповідно.
Джон Богл — член ради піклувальників Академії Блер, член консультативної ради Мільштейновского Центру корпоративного управління і ефективності (англ. Millstein Center for Corporate Governance and Performance), Єльської школи менеджменту.
Богл також є членом ради піклувальників Національного центру конституції (англ. National Constitution Center) у Філадельфії — музею, присвяченого конституції США. Він був головою ради директорів цього фонду з 1999 по 2007 рік. У 2007 році він поступився цим постом президенту Джорджу Бушу-молодшому.